# 斯蒂芬·达尔德里
斯蒂芬·戴维·達爾德里（Stephen Daldry，1961年5月2日—），CBE，英國舞台劇及電影導演，亦是電影監製。至今執導的電影長片，包括《舞動人生》、《時時刻刻》、《為愛朗讀》、《心靈鑰匙》都獲得高度評價，並提名為奧斯卡最佳導演獎。舞台劇方面，則屢次贏得東尼獎最佳導演獎。

## 生平

### 早年
杜德利出生於英格蘭多塞特郡，父親Patrick Daldry是銀行經理；母親Cherry Thompson是歌手。在杜德利14歲那年，父親死於癌症。大學在謝菲爾德大学就讀，期間是學校劇團SuTCo（謝菲爾德大学劇團／Sheffield University Theatre Company）主席。1985年決定輟學轉到克鲁西布剧院當學徒，1988年出師，亦曾於倫敦東15演技學校（East 15 Acting School）受訓。

### 私人生活
杜德利曾與佈景設計師Ian MacNeil有過一段長達13年的關係。2001年，與女性好友Lucy Sexton結婚，兩人育有一女Annabel Clare（2003年出生）。當被問及性傾向時，杜德利則形容自己為同性戀，並表示這樣說只是為了避免引起困惑。

## 电影作品
- 1998：Eight
- 2000：《舞動人生》/Billy Elliot
- 2001：The 'Billy Elliot' Boy (联合制片)
- 2002：《時時刻刻》/The Hours
- 2008：《為愛朗讀》/The Reader
- 2011：《心靈鑰匙》/Extremely Loud and Incredibly Close
- 2014：《跳出我天地音乐剧》/Billy Elliot the Musical Live
- 2014：《垃圾男孩》/Trash
- 2021：《在一起》/Together（電視電影）

## 外部連結
- 互聯網百老匯資料庫（IBDB）上斯蒂芬·达尔德里的資料（英文）
- 斯蒂芬·达尔德里在互联网电影资料库（IMDb）上的資料（英文）